# Argonaute (1929)
Argonaute (NN6) – francuski dwukadłubowy okręt podwodny z okresu międzywojennego i II wojny światowej, jedna z pięciu jednostek typu Argonaute. Okręt został zwodowany 23 maja 1929 roku w stoczni Schneidera w Chalon-sur-Saône, a w skład Marine nationale wszedł 1 czerwca 1932 roku. Jednostka pełniła służbę na Morzu Śródziemnym, a od zawarcia zawieszenia broni między Francją a Niemcami znajdowała się pod kontrolą rządu Vichy. 8 listopada 1942 roku okręt został zatopiony nieopodal Oranu przez brytyjskie niszczyciele HMS „Achates” i HMS „Westcott”.

## Projekt i budowa
„Argonaute” zamówiony został w ramach programu rozbudowy floty francuskiej z 1926 roku. Okręt, zaprojektowany przez Eugène’a Schneidera i Maxime’a Laubeufa, należał do ulepszonej w stosunku do 600-tonowych typów Sirène, Ariane i Circé serii jednostek o wyporności 630 ton. Usunięto większość wad poprzedników: okręty charakteryzowały się wysoką manewrowością i krótkim czasem zanurzenia; poprawiono też warunki bytowe załóg.
„Argonaute” zbudowany został w stoczni Schneidera w Chalon-sur-Saône . Stępkę okrętu położono 19 grudnia 1927 roku , a zwodowany został 23 maja 1929 roku.

## Dane taktyczno-techniczne
„Argonaute” był średniej wielkości okrętem podwodnym o konstrukcji dwukadłubowej. Długość między pionami wynosiła 63,4 metra, szerokość 6,4 metra i zanurzenie 4,24 metra . Wyporność normalna w położeniu nawodnym wynosiła 630 ton, a w zanurzeniu 798 ton. Okręt napędzany był na powierzchni przez dwa dwusuwowe silniki wysokoprężne Schneider-Carels o łącznej mocy 1300 KM. Napęd podwodny zapewniały dwa silniki elektryczne o łącznej mocy 1000 KM. Dwuśrubowy układ napędowy pozwalał osiągnąć prędkość 14 węzłów na powierzchni i 9 węzłów w zanurzeniu. Zasięg wynosił 2300 Mm przy prędkości 13,5 węzła w położeniu nawodnym (lub 4000 Mm przy prędkości 10 węzłów) oraz 82 Mm przy prędkości 5 węzłów w zanurzeniu . Zbiorniki paliwa mieściły 65 ton oleju napędowego. Dopuszczalna głębokość zanurzenia wynosiła 80 metrów .
Okręt wyposażony był w osiem wyrzutni torped: trzy stałe kalibru 550 mm na dziobie, jedną zewnętrzną kalibru 550 mm na rufie, podwójny zewnętrzny obracalny aparat torpedowy kalibru 550 mm oraz podwójny zewnętrzny obracalny aparat torpedowy kalibru 400 mm . Łącznie okręt przenosił dziewięć torped, w tym siedem kalibru 550 mm i dwie kalibru 400 mm . Uzbrojenie artyleryjskie stanowiło umieszczone przed kioskiem działo pokładowe kalibru 75 mm M1928 L/35 oraz pojedynczy wielkokalibrowy karabin maszynowy Hotchkiss kalibru 13,2 mm L/76. Jednostka wyposażona też była w hydrofony .
Załoga okrętu składała się z 3 oficerów oraz 38 podoficerów i marynarzy.

## Służba
„Argonaute” wszedł do służby w Marine nationale 1 czerwca 1932 roku . Jednostka otrzymała numer burtowy NN6 . W momencie wybuchu II wojny światowej okręt pełnił służbę na Morzu Śródziemnym, wchodząc w skład 19. dywizjonu 1. Flotylli okrętów podwodnych w Tulonie (wraz z „Galatée”, „Naïade” i „Sirène”) . Dowódcą okrętu był w tym okresie kpt. mar. R.G. Pellotier . W czerwcu 1940 roku okręt znajdował się w składzie 19. dywizjonu, przechodząc remont w La Ciotat (miał trwać do 7 lipca), a jego dowódcą był nadal kpt. mar. R.G. Pellotier . 22 czerwca, w dniu zawarcia zawieszenia broni między Francją a Niemcami, okręt znajdował się w remoncie w Tulonie . W listopadzie 1940 roku rozbrojona we wrześniu jednostka znajdowała się w Tulonie .
W momencie ataku wojsk alianckich na znajdującą się pod kontrolą Vichy Syrię w czerwcu 1941 roku „Argonaute” oraz „Diane” miały zostać wysłane na pomoc walczącym francuskim oddziałom, jednak wobec szybkich postępów ofensywy Sprzymierzonych ich wyjście w morze odwołano.
8 listopada 1942 roku „Argonaute” (którego dowódcą był kpt. mar. Henri Louis André Véron) wraz z dwoma innymi okrętami podwodnymi („Actéon” i „Fresnel”) wziął udział w próbie odparcia desantu aliantów na Oran, jednak tuż po opuszczeniu portu jednostka została wykryta i zaatakowana ogniem artylerii oraz bombami głębinowymi przez niszczyciele HMS „Achates” i HMS „Westcott” . W wyniku ataku francuski okręt został zatopiony wraz z całą, liczącą maksymalnie 42 osoby załogą .